# Maria Ruth
Marianne (Maria) Ruth egentligen Svensson, född 24 juli 1922 i Laxarby, Älvsborgs län, död 1977, var en svensk målare.
Hon var dotter till lantbrukaren Albert Ödqvist och Emelia Andreasson och från 1945 gift med Gunnar Bertil Svensson. Ruth studerade vid Otte Skölds och Åke Pernbys målarskola i Stockholm 1952–1957 och under studieresor till Bretagne, Paris, Spanien och Nordafrika. I början av 1960-talet bosatte hon sig i Amerika. Separat ställde hon ut i Åmål och på Galerie Æsthetica i Stockholm och hon medverkade ett flertal gånger i samlingsutställningar med Dalslands konstförening. Hennes konst består huvudsakligen av porträtt utförda i olja samt i mindre omfattning landskap och figurmotiv Bland hennes porträtt märks de av skådespelarna Tjadden Hellström, Viktor Sjöström och Holger Höglund.